# 長澤和輝
長澤 和輝（ながさわ かずき、1991年12月16日 - ）は、千葉県東金市生まれ、市原市出身のプロサッカー選手。Aリーグ・メンのウェリントン・フェニックスFC所属。ポジションはミッドフィールダー、フォワード、ディフェンダー。元日本代表。早稲田大学大学院スポーツ科学研究科修了。

## 来歴

### プロ入り前
4歳から、地元のちはら台SCでサッカーを始めた。中学時代は三井千葉サッカークラブジュニアユースに所属。中学卒業後に千葉県立八千代高等学校へ進学。砂金伸監督より指導を受ける。3年時、主将として第88回全国高等学校サッカー選手権大会に出場し、大会優秀選手に選ばれた。
複数の大学での練習参加を経て、専修大学サッカー部の源平貴久監督に誘われ、2010年に同大学経営学部へ入学。1年生でレギュラーに定着し、2年時には全日本大学選手権優勝に貢献した。4年時は主将を務め、2年時から関東大学サッカーリーグ戦3連覇を達成した。関東1部リーグ通算は、62試合38得点。3年次はアシスト王を受賞。この際の17アシストは、リーグ戦が現行ルールとなった2005年からの歴代最多アシストである。。
同大学の一学年先輩に鈴木雄也、同期に下田北斗、一学年後輩に仲川輝人、北爪健吾らがいる。大学では、高校の公民教科の教員免許をしている。
2013年3月には、横浜F・マリノスに特別指定選手として加入。4月3日のナビスコ杯予選リーグ第3節大宮アルディージャ戦（ニッパツ三ツ沢球技場）で藤田祥史と交代で樋口靖洋監督によって途中出場し、公式戦デビューを果たした。また、2011年から2年連続でデンソーカップチャレンジサッカーの全日本大学選抜に選出され、ベストイレブンを受賞。

### 1.FCケルン
大学4年次のユニバーシアード日本代表でのドイツ遠征時に、1.FCケルンのスカウトの目に留まったことをきっかけに、同チームへ練習生として参加。その際に、プロ契約の打診を受け、大学卒業後は、Jリーグクラブを経由せずに渡独することを決断した。
2013年12月22日、ドイツ・ブンデスリーガ2部の1.FCケルンへの加入が正式発表された。契約期間は2016年6月末までの2年半。
チーム加入当初は、ケルン体育大学の学生寮に仮住まいし、徐々に生活環境を整えていった。
2014年1月18日のシャルケ04との練習試合でペーター・シュテーガー監督によって初起用。加入後はリーグ戦10試合出場で1アシストを記録し、チームの1部昇格と2部リーグ優勝に貢献した。2014年5月21日、2018年6月末まで契約期間を2年延長した。
2014-15シーズンは、2014年10月4日の第7節アイントラハト・フランクフルト戦で、81分にシモン・ツォラーと交代でブンデスリーガデビュー。この試合は、フランクフルトで長谷部誠・乾貴士が先発。ケルンで大迫勇也が先発し、4人の日本人選手がブンデスリーガの舞台で共演する形となった。2015年4月12日のTSG1899ホッフェンハイム戦でブンデスリーガ初先発。しかし、開幕前に左膝靭帯断裂の重傷を負った影響で出場は10試合に留まった。ヨルグ・シュマッケ（de:Jörg Schmadtke）CEOからは、「大きな才能の持ち主。手放したくない」と評価されていたが、「試合に出てプレーしたいという思いが強くなった」ということで帰国を決断した。

### ジェフユナイテッド市原・千葉
2015年12月18日にJ1・浦和レッズへ完全移籍。浦和にとっては、専修大時代から足掛け3年のオファーが実った形となった。浦和強化部の負傷影響によるゲーム体力とゲーム勘を養うべきという判断の下、2016年シーズンはJ2・ジェフユナイテッド市原・千葉へ期限付き移籍することが発表された。
千葉で迎えた2016シーズンは、フクダ電子アリーナでのホーム開幕となった徳島ヴォルティス戦にて、0-1ビハインドの状況で、63分に小池純輝と交代し途中出場。千葉での公式戦デビューとなった。試合は、後半ロスタイムに吉田眞紀人のゴールで千葉が同点に追いつき、さらに、その3分後、左サイドの阿部翔平のクロスから山本真希が放ったシュートは徳島GKの相澤貴志に弾かれるが、こぼれ球に自ら反応した山本がシュート。軌道は船山貴之に当たるが、そのまま船山が放ったシュートが相手DFにブロックされ、その混戦の中を長澤が押し込み、Jリーグ初ゴールを決め、ロスタイムでの逆転勝利に貢献した。続く第2節ファジアーノ岡山戦（シティライトスタジアム）でも、65分に井出遥也と交代し途中出場。70分に最前線でクサビのパスを受けた船山貴之のラストパスから得点し、2試合連続得点となった。第3節横浜FC戦以降は、スターティングメンバーのポジションを確立。最終的に、41試合出場、4得点と中心選手として活躍した。

### 浦和レッズ
2016年12月16日、浦和レッズに復帰することが発表された。同期加入にオナイウ阿道、ラファエル・シルバ、菊池大介、榎本哲也、田村友。同じく期限付き移籍から復帰した福島春樹、矢島慎也がいた。
2017シーズンは、ミハイロ・ペトロヴィッチ監督の下、2月12日に行われたリーグ開幕前の日韓友好50年第10回さいたまシティカップ、FCソウル戦（浦和駒場スタジアム）にて柏木陽介とハーフタイムに交代し、途中出場ならびに実戦デビュー。青木拓矢とダブルボランチを組んだ。浦和は、イ・サンホ（ko:이상호 (1987년)）のゴールで先制を許したものの、後半38分、駒井善成の左クロスが相手DFに当たったこぼれ球を長澤が迷わず右足で叩き、同点ゴールとなるミドルシュートを決めドロー。長澤自身は、MVPを受賞した。続く2月18日のFUJI XEROX SUPER CUP2017、鹿島アントラーズ戦（日産スタジアム）にも64分に駒井善成と交代し、途中出場した。浦和でのスタメンデビューは、6月21日、天皇杯2回戦のいわてグルージャ盛岡戦（浦和駒場）となった。
リーグ戦では、開幕戦からベンチ入りをするものの、出場機会を得られず、またチームも調子が上向かず、7月に5年半監督を務めたペトロヴィッチを解任し、堀孝史が監督に就任した。監督交代後も、出場機会はすぐには訪れなかったが、堀監督は長澤のコンディション、戦術浸透度を見極めたうえで起用を検討、8月27日、第24節清水エスパルス戦（IAIスタジアム日本平）にて、77分に矢島慎也と交代し、J1デビュー。AFCチャンピオンズリーグ2017では中心選手として活躍。特に準決勝上海上港との2ndレグではデュエルで強さを発揮して決勝進出に貢献。同試合を視察していた日本代表のヴァイッド・ハリルホジッチ監督からも名指しで「守備でも攻撃でも運動量豊富な選手」と称賛された。決勝のアル・ヒラル戦でも1stレグ、2ndレグともにスタメン出場し、チームを10大会ぶり2回目の優勝に導いた。ACLの活躍から、欧州遠征に臨む日本代表に初選出。また、10月29日にエディオンスタジアム広島で開催された第31節のサンフレッチェ広島戦において、後半61分、右サイドをオーバーラップした遠藤航のクロスにダイレクトボレーで合わせ、J1初得点を決めている。試合もこの一点を守り0-1で浦和が勝利した。
2018シーズンは、4月にオズワルド・オリヴェイラが監督に就任すると出場機会を伸ばし、リーグ戦27試合に出場。特に天皇杯では、第二回戦Y.S.C.C.横浜戦（浦和駒場）から先発出場し、埼玉スタジアム2002で開催された決勝のベガルタ仙台戦でもフル出場し、チームの12大会ぶり7回目の天皇杯優勝に貢献した。
2019シーズンは、5月に就任した大槻毅監督体制でも主力して出場。5月17日の湘南ベルマーレ戦において、柴戸海のスルーパスを豪快に決めてシーズン初ゴール。9月28日駅前不動産スタジアムでの27節サガン鳥栖戦では、橋岡大樹のクロスにオーバーヘッドで合わせて、自身J1で1シーズン最多となる3ゴール目を挙げた。AFCチャンピオンズリーグ2019でも主力として活躍。グループステージの北京国安戦（埼玉）では、武藤雄樹のパスから先制点を挙げた。チームも決勝に進出し、日本勢3連覇を目指したが、優勝した2017年と同カードのアル・ヒラルに敗れ、準優勝となった。
2020シーズンも、リーグ戦27試合に出場。10月18日のベガルタ仙台戦にて、興梠慎三と汰木康也との連携から、シーズン初ゴールを決めた。

### 名古屋グランパス
2020年12月28日、名古屋グランパスに完全移籍。同期加入は、柿谷曜一朗、木本恭生、児玉駿斗、齋藤学、森下龍矢。
2021シーズンは、ホーム開幕戦となった第二節の北海道コンサドーレ札幌戦にて移籍後公式戦初出場。54分に柿谷曜一朗、相馬勇紀とともにガブリエル・シャビエル、山﨑凌吾、米本拓司と三人同時交代での出場であった。試合は、同時交代した相馬が82分にゴールを決め、1-0で勝利し、開幕連勝となった。シーズンは、マッシモ・フィッカデンティ監督の下、自身J1最多となる32試合に出場し、チーム初となるYBCルヴァンカップ優勝にも貢献した。また、6月9日に行われた三菱自動車水島FCとの天皇杯2回戦（長良川）において、自ら得たPKを決め、移籍後公式戦初ゴールを決めた。試合も他に藤井陽也、マテウス・カストロ、石田凌太郎のゴールで、名古屋が5-0で勝利した。
2022シーズンは、開幕節となったホームヴィッセル神戸戦でレオ・シルバと交代で、シーズン初出場したが、4月20日のアウェイFC東京戦（味スタ）で、右膝外側半月板を損傷し、5-6ヶ月の治療期間を要することが発表された。しかし、治療に時間を要し、8月にシーズン中の登録抹消が発表された。リーグ終了後の11月25日に開催されたEUROJAPAN CUP 2022のASローマ戦（豊田スタジアム）にて、46分から重廣卓也と交代出場。約7ヶ月ぶりの実戦復帰となった。
2023シーズンは、3月8日、ノエビアスタジアム神戸で行われたYBCルヴァンカップグループリーグ第1節、ヴィッセル神戸戦で今季公式戦初出場ならびに初先発。84分に山田陸と交代したが、試合は、酒井宣福の2ゴールで名古屋が0-2で勝利した。続く3月12日、でのJ1リーグ第三節柏レイソル戦（三協フロンテア柏スタジアム）にて、89分にマテウス・カストロと交代で途中出場し、今シーズンJ1初出場。昨年の負傷から326日ぶりのJ1ピッチでのプレーとなった。

### ベガルタ仙台
2023年シーズン、Jリーグ中断期間の8月3日、浦和時代の恩師である堀孝史が監督を務めるJ2リーグ・ベガルタ仙台へ完全移籍することをクラブや所属事務所を通して発表した。背番号は「37」。名古屋時代の同僚である齋藤学も同時期に加入。エヴェルトンとは浦和以来の同僚となった。8月6日、移籍後リーグ初戦となったジュビロ磐田戦（エコパスタジアム）にて、72分に加藤千尋と交代し、移籍後初出場。次節8月13日、ザスパクサツ群馬戦（ユアテックスタジアム仙台）にて、初先発出場。
2024年シーズン、8月3日、首位の清水エスパルス戦（ユアテックスタジアム仙台）で決勝点となる在籍初ゴールを決めた。移籍前最後の試合となった8月25日のジェフユナイテッド千葉戦（フクダ電子アリーナ）では仙台で初めてゲームキャプテンを務めた。

### ウェリントン・フェニックスFC
2024年8月29日にAリーグに所属するニュージーランドのウェリントン・フェニックスFCへの完全移籍が発表された。
2024年10月20日のウェスタン・ユナイテッドFCとのAリーグ開幕戦に先発し、移籍後初出場。この試合は、ウェリントン・フェニックスFCで長澤・石毛秀樹、ウェスタン・ユナイテッドFCで、指宿洋史・檀崎竜孔が出場し、4人の日本人選手が共演する形となった。
2025年1月20日のマッカーサーFC戦にて、石毛のヒールでのアシストから移籍後初ゴールをあげ、チームも1-2で逆転勝利した。

### 日本代表
2013年7月、ロシア・カザンで行われた第27回夏季ユニバーシアードにユニバーシアード日本代表として出場し、銅メダルを獲得した。
2017年10月31日、ヴァイッド・ハリルホジッチ監督により、欧州遠征のブラジルとベルギーに挑む日本代表に初選出された。背番号は「25」。11月14日にヤン・ブレイデルスタディオンで開催されたベルギー戦に先発出場。同時招集された森岡亮太と61分に交代するまで出場し、国際Aマッチ初出場を果たした。

## エピソード
- 現役のJリーガーとしてプレーするかたわら、2019年春より早稲田大学大学院スポーツ科学研究科に入学し、平田竹男研究室にてスポーツビジネスを学ぶ。研究テーマは、自身のドイツでの経験を基にした「日本人プロサッカー選手の海外リーグ定着の要因」[3]。同研究室の同期に藤沢久美らがいる。
- 目標とする選手は、チアゴ・アルカンタラ、尊敬する人物は、吉田松陰。

## 所属クラブ
- 1995年 - 2003年 ちはら台SC（市原市立清水谷小学校）
- 2004年 - 2006年 三井千葉サッカークラブジュニアユース（市原市立ちはら台南中学校）
- 2007年 - 2009年 千葉県立八千代高等学校
- 2010年 - 2013年 専修大学
  - 2013年3月 - 同年11月[36]  横浜F・マリノス（特別指定選手）
- 2014年 - 2015年  1.FCケルン
- 2016年 - 2020年  浦和レッズ
  - 2016年  ジェフユナイテッド千葉（期限付き移籍）
- 2021年 - 2023年8月  名古屋グランパス
- 2023年8月 - 2024年8月  ベガルタ仙台
- 2024年8月 -  ウェリントン・フェニックスFC

## 個人成績
| 国内大会個人成績 | 国内大会個人成績 | 国内大会個人成績 | 国内大会個人成績 | 国内大会個人成績 | 国内大会個人成績 | 国内大会個人成績 | 国内大会個人成績 | 国内大会個人成績 | 国内大会個人成績 | 国内大会個人成績 | 国内大会個人成績 |
| 年度             | クラブ           | 背番号           | リーグ           | リーグ戦         | リーグ戦         | リーグ杯         | リーグ杯         | オープン杯       | オープン杯       | 期間通算         | 期間通算         |
| 年度             | クラブ           | 背番号           | リーグ           | 出場             | 得点             | 出場             | 得点             | 出場             | 得点             | 出場             | 得点             |
| 日本             | 日本             | 日本             | 日本             | リーグ戦         | リーグ戦         | リーグ杯         | リーグ杯         | 天皇杯           | 天皇杯           | 期間通算         | 期間通算         |
| ---------------- | ---------------- | ---------------- | ---------------- | ---------------- | ---------------- | ---------------- | ---------------- | ---------------- | ---------------- | ---------------- | ---------------- |
| 2013             | 横浜FM           | 37               | J1               | 0                | 0                | 1                | 0                | -                | -                | 1                | 0                |
| ドイツ           | ドイツ           | ドイツ           | ドイツ           | リーグ戦         | リーグ戦         | リーグ杯         | リーグ杯         | DFBポカール      | DFBポカール      | 期間通算         | 期間通算         |
| 2013-14          | ケルン           | 25               | 2.ブンデス       | 10               | 0                | -                | -                | -                | -                | 10               | 0                |
| 2014-15          | ケルン           | 25               | ブンデス         | 10               | 0                | -                | -                | 2                | 0                | 12               | 0                |
| 2015-16          | ケルン           | 25               | ブンデス         | 1                | 0                | -                | -                | 1                | 0                | 2                | 0                |
| 日本             | 日本             | 日本             | 日本             | リーグ戦         | リーグ戦         | リーグ杯         | リーグ杯         | 天皇杯           | 天皇杯           | 期間通算         | 期間通算         |
| 2016             | 千葉             | 10               | J2               | 41               | 4                | -                | -                | 3                | 1                | 44               | 5                |
| 2017             | 浦和             | 15               | J1               | 8                | 1                | 1                | 0                | 3                | 0                | 12               | 1                |
| 2018             | 浦和             | 15               | J1               | 27               | 2                | 7                | 0                | 5                | 0                | 39               | 2                |
| 2019             | 浦和             | 7                | J1               | 30               | 3                | 1                | 0                | 0                | 0                | 31               | 3                |
| 2020             | 浦和             | 7                | J1               | 27               | 1                | 1                | 0                | -                | -                | 28               | 1                |
| 2021             | 名古屋           | 5                | J1               | 32               | 0                | 5                | 0                | 3                | 1                | 40               | 1                |
| 2022             | 名古屋           | 5                | J1               | 4                | 0                | 4                | 0                | 0                | 0                | 8                | 0                |
| 2023             | 名古屋           | 5                | J1               | 10               | 0                | 4                | 0                | 2                | 0                | 16               | 0                |
| 2023             | 仙台             | 37               | J2               | 13               | 0                | -                | -                | -                | -                | 13               | 0                |
| 2024             | 仙台             | 37               | J2               | 27               | 1                | 0                | 0                | 0                | 0                | 26               | 1                |
| オーストラリア   | オーストラリア   | オーストラリア   | オーストラリア   | リーグ戦         | リーグ戦         | リーグ杯         | リーグ杯         | FFA杯            | FFA杯            | 期間通算         | 期間通算         |
| 2024-2025        | ウェリントン     | 25               | Aリーグ          | 24               | 2                | -                | -                | 1                | 0                | 25               | 2                |
| 通算             | 日本             | 日本             | J1               | 138              | 7                | 24               | 0                | 13               | 1                | 175              | 8                |
| 通算             | 日本             | 日本             | J2               | 81               | 5                | 0                | 0                | 3                | 1                | 83               | 6                |
| 通算             | ドイツ           | ドイツ           | ブンデス         | 11               | 0                | -                | -                | 3                | 0                | 14               | 0                |
| 通算             | ドイツ           | ドイツ           | 2.ブンデス       | 10               | 0                | -                | -                | -                | -                | 10               | 0                |
| 通算             | オーストラリア   | オーストラリア   | Aリーグ          | 24               | 2                | -                | -                | 1                | 0                | 25               | 2                |
| 総通算           | 総通算           | 総通算           | 総通算           | 264              | 14               | 24               | 0                | 20               | 2                | 294              | 16               |

- 2013年は特別指定選手

| 国際大会個人成績 | 国際大会個人成績 | 国際大会個人成績 | 国際大会個人成績 | 国際大会個人成績 | FIFA      | FIFA      |
| 年度             | クラブ           | 背番号           | 出場             | 得点             | 出場      | 得点      |
| AFC              | AFC              | AFC              | ACL              | ACL              | クラブW杯 | クラブW杯 |
| ---------------- | ---------------- | ---------------- | ---------------- | ---------------- | --------- | --------- |
| 2017             | 浦和             | 15               | 5                | 0                | 1         | 0         |
| 2019             | 浦和             | 7                | 12               | 1                | -         | -         |
| 2021             | 名古屋           | 5                | 6                | 0                | -         | -         |
| 通算             | AFC              | AFC              | 23               | 1                | 1         | 0         |

その他の公式戦
- 2017年
  - FUJI XEROX SUPER CUP 1試合0得点
- 2019年
  - FUJI XEROX SUPER CUP 1試合0得点

その他の国際公式戦
- 2017年
  - スルガ銀行チャンピオンシップ 1試合0得点
- 公式戦初出場 - 2013年4月3日 ナビスコ杯予選リーグ第3節 対大宮アルディージャ（ニッパツ三ツ沢球技場）
- 2. ブンデスリーガ初出場 - 2014年2月9日 第20節 対SCパーダーボルン07（ラインエネルギーシュタディオン）
- ブンデスリーガ初出場 - 2014年10月4日 第7節 対アイントラハト・フランクフルト（コメルツバンク・アレーナ）

## タイトル

### クラブ
専修大学
- 全日本大学サッカー選手権大会：2011
- 関東大学サッカーリーグ戦1部：2011, 2012, 2013

1.FCケルン
- 2. ブンデスリーガ：2013-14

浦和レッズ
- 天皇杯 JFA 全日本サッカー選手権大会：2018
- AFCチャンピオンズリーグ：2017
- スルガ銀行チャンピオンシップ：2017

名古屋グランパス
- Jリーグカップ：2021

### 個人
- 全国高等学校サッカー選手権大会 大会優秀選手：2009
- 関東大学サッカーリーグ戦1部 ベストイレブン：2011, 2012, 2013
- 関東大学サッカーリーグ戦1部 アシスト王：2012（リーグ戦が現行形式になってから（2005年～）の年間最多アシスト記録）
- 関東大学サッカーリーグ戦1部 ベストヒーロー賞：2012, 2013
- デンソーカップチャレンジサッカー ベストイレブン：2011, 2012
- さいたまシティカップ MVP：2017

## 代表歴

### 出場大会
- ユニバーシアード日本代表
  - 第27回夏季ユニバーシアード（2013年）

### 試合数
- 国際Aマッチ 1試合 0得点（2017年）

| 日本代表 | 国際Aマッチ | 国際Aマッチ |
| 年       | 出場        | 得点        |
| -------- | ----------- | ----------- |
| 2017     | 1           | 0           |
| 通算     | 1           | 0           |

### 出場
| No. | 開催日         | 開催都市 | スタジアム                   | 対戦国   | 結果 | 監督           | 大会         |
| --- | -------------- | -------- | ---------------------------- | -------- | ---- | -------------- | ------------ |
| 1.  | 2017年11月14日 | ブルッヘ | ヤン・ブレイデルスタディオン | ベルギー | ●0-1 | ハリルホジッチ | 国際親善試合 |